# Нуну Мораїш
Нуну Мораїш (порт. Nuno Morais, нар. 29 січня 1984, Пенафієл) — колишній португальський футболіст, захисник. 
Більшість кар'єри провів у кіпрському клубі АПОЕЛ та, в минулому, молодіжної збірної Португалії.
Чемпіон Кіпру. Володар Кубка Кіпру.

## Клубна кар'єра
Вихованець футбольної школи клубу «Пенафієл». Дорослу футбольну кар'єру розпочав у 2002 році в основній команді того ж клубу, в якій провів два сезони, взявши участь у 49 матчах чемпіонату. 
Своєю грою за цю команду привернув увагу представників тренерського штабу клубу «Челсі», до складу якого приєднався 2004 року. Відіграв за лондонський клуб загалом два сезони своєї ігрової кар'єри, лише епізодично залучаючись до складу його основної команди.
Протягом 2005—2006 років захищав на умовах оренди кольори команди клубу «Марітіму».
До складу клубу АПОЕЛ приєднався 2007 року. За нікосійську команду грав протягом 12 років, ставши з клубом багаторазовим чемпіоном Кіпру. У 2019 році завершив кар'єру.

## Виступи за збірну
Протягом 2004–2006 років  залучався до складу молодіжної збірної Португалії. На молодіжному рівні зіграв у 14 офіційних матчах.

## Досягнення
- Володар Кубка Англії (1):

«Ліверпуль»: 2006-07
- Володар Кубка Футбольної ліги (1):

«Ліверпуль»: 2006-07
- Чемпіон Кіпру (9):

АПОЕЛ: 2008-09, 2010-11, 2012-13, 2013-14, 2014-15, 2015-16, 2016-17, 2017-18, 2018-19
- Володар Кубка Кіпру (3):

АПОЕЛ: 2007-08, 2013-14, 2014-15
- Володар Суперкубка Кіпру (4):

АПОЕЛ: 2008, 2009, 2011, 2013